# 운터스베르크 아레나
운터스베르크 아레나는 오스트리아 그뢰디히에 위치한 경기장으로 그뢰디히의 홈 구장으로 사용되고 있다.

## 역사
2013년 SV 그뢰디히가 오스트리아 분데스리가로 승격된 후, 현재는 4,128명까지 확장되었다.

## 기타 용도
SV 그뢰디히는 이 경기장을 홈 경기를 위해 사용한다. 이 경기장은 또한 FC 리퍼링 홈 경기를 위해 사용된다.